# Варнсдорф (футбольный клуб)
«Ва́рнсдорф» (чеш. FK Varnsdorf) — чешский футбольный клуб из  одноимённого города. Выступает в Футбольной национальной лиге.
25 июня 2010 года клуб был повышен до второго уровня чешской системы футбольных лиг, несмотря на завершение предыдущего сезона на пятой строчке. Это было связано с тем, что клуб «Богемианс Прага» не получил лицензию на сезон 2010/11, а команды из Чешской футбольной лиги (3 дивизион), занявшие 2-5 места отказались пойти на повышение.
По итогам сезона 2014/15 клуб занял 2 место в ФНЛ, что давало автоматический выход в Первую лигу, но так как стадион клуба не отвечал требованием Первой лиги, «Варнсдорф» остался в ФНЛ, а вместо него на повышение пошел «Фастав Злин», занявший третье место.

## Прежние названия
- 1938 — СК Граничарж Варнсдорф (чеш. SK Hraničář Varnsdorf)
- 1953 — ДСО Искра Элите Варнсдорф (чеш. DSO Jiskra Elite Varnsdorf)
- 1954 — ТЕ Искра Варсдорф (чеш. Tělovýchovná jednota Jiskra Varnsdorf )
- 1957 — ТЕ Слован Варнсдорф (чеш. Tělovýchovná jednota Slovan Varnsdorf )
- 1996 — СК Слован Варнсдорф (чеш. SK Slovan Varnsdorf)
- 2011 — ФК Варнсдорф (чеш. Fotbalový klub Varnsdorf)

## Статистика выступлений

### Последние сезоны
| Сезон   | Лига        | Место | Кубок        |
| ------- | ----------- | ----- | ------------ |
| 2007/08 | Третья лига | 6     | Второй раунд |
| 2008/09 | Третья лига | 6     | н/у          |
| 2009/10 | Третья лига | 5     | Третий раунд |
| 2010/11 | Вторая лига | 12    | Третий раунд |
| 2011/12 | Вторая лига | 7     | Второй раунд |
| 2012/13 | Вторая лига | 5     | Второй раунд |
| 2013/14 | Вторая лига | 4     | 1/8 финала   |
| 2014/15 | Вторая лига | 2     | Второй раунд |
| 2015/16 | Вторая лига | 9     | Третий раунд |
| 2016/17 | Вторая лига | 11    | Второй раунд |
| 2017/18 | Вторая лига | 11    | Второй раунд |
| 2018/19 | Вторая лига | 6     | Первый раунд |
| 2019/20 | Вторая лига | 14    | Третий раунд |
| 2020/21 | Вторая лига | 12    | Первый раунд |
| 2021/22 | Вторая лига | 6     | 1/8 финала   |
| 2022/23 | Вторая лига | 6     | Третий раунд |
| 2023/24 | Вторая лига | 13    | Второй раунд |
| 2024/25 | Вторая лига | 15    | Третий раунд |